# Cleavon Little
Cleavon Jake Little (* 1. Juni 1939 in Chickasha, Oklahoma; † 22. Oktober 1992 in Sherman Oaks, Kalifornien) war ein US-amerikanischer Film- und Theaterschauspieler.
Internationale Bekanntheit erreichte er vor allem durch seine Hauptrolle als Bart in der Komödie Der wilde wilde Westen von Mel Brooks aus dem Jahr 1974. Er hatte sich zuvor ab den 1960er-Jahren Anerkennung als Bühnenschauspieler verschafft und wurde 1970 für seine Hauptrolle in dem Broadway-Musical Purlie unter anderem mit dem Tony Award ausgezeichnet. Von 1972 bis 1974 hatte er eine Hauptrolle als Dr. Jerry Noland in der Krankenhaus-Sitcom Temperatures Rising. Im Anschluss an Der wilde wilde Westen blieb der große Durchbruch für Little aus, er war jedoch bis zu seinem Tod ein vielbeschäftigter Darsteller bei Film, Fernsehen und Theater. Anfang der 1990er-Jahre hatte er Hauptrollen in den Serien Bagdad Cafe (1990–1991) und Alles total normal – Die Bilderbuchfamilie (1991–1992).
Seine Ehe mit Valerie Wiggins endete mit einer Scheidung, seine Tochter ist Adia Millett-Little. Little starb im Oktober 1992 mit 53 Jahren in seinem Haus in Sherman Oaks an Darmkrebs. Am 1. Februar 1994 wurde er posthum mit einem Stern auf dem Hollywood Walk of Fame geehrt. Der Stern befindet sich auf der Südseite des Hollywood Boulevard in der Nähe des El Cerrito Place.
Das Cleavon Little Scholarship, das Studenten aus Minderheitengruppen unterstützt, wurde an der American Academy of Dramatic Arts im Rahmen einer Kampagne ins Leben gerufen, die von Littles Kollege und Co-Star Judd Hirsch geleitet wurde.

## Filmografie (Auswahl)
- 1968: Hochzeitsnacht vor Zeugen (What’s So Bad About Feeling Good?)
- 1969: John und Mary (John and Mary)
- 1970: Cotton Comes to Harlem
- 1971: Fluchtpunkt San Francisco (Vanishing Point)
- 1971: All in the Family (Fernsehserie, Folge 2x04)
- 1972–1974: Temperatures Rising (Fernsehserie, 46 Folgen)
- 1974: Der wilde wilde Westen (Blazing Saddles)
- 1974: Als die Erde aufbrach (The Day the Earth Moved, Fernsehfilm)
- 1975: Die Waltons (The Waltons, Fernsehserie, Folge 4x03)
- 1975: California Cops – Neu im Einsatz (The Rookies, Fernsehserie, Folge 4x08)
- 1977: Detektiv Rockford – Anruf genügt (The Rockford Files, Fernsehserie, Folge 3x13)
- 1977: Stock-Car Race – Höllenjagd auf heißen Pisten (Greased Lightning)
- 1977: Once Upon a Brothers Grimm (Fernsehfilm)
- 1978: FM – Die Superwelle (FM)
- 1979: Scavenger Hunt
- 1980: Love Boat (The Love Boat, Fernsehserie, Folge 3x20)
- 1981: Fantasy Island (Fernsehserie, Folge 4x21)
- 1981: Satisfaction (High Risk)
- 1981: Don’t Look Back: The Story of Leroy 'Satchel' Paige (Fernsehfilm)
- 1981: Kennwort: Salamander (The Salamander)
- 1982: Psycho-Killer (Double Exposure)
- 1983: Ein Colt für alle Fälle (The Fall Guy, Fernsehserie, Folge 2x22)
- 1983: Surf II
- 1984: Toy Soldiers
- 1985: Einmal beißen bitte (Once Bitten)
- 1985: Sechs Jazzer im Dreivierteltakt (The Gig)
- 1987: Alf (Fernsehserie, 2 Folgen)
- 1988: Lincoln (Miniserie, 2 Folgen)
- 1989: Mein Lieber John (Dear John, Fernsehserie, Folge 1x13)
- 1989: Fletch – Der Tausendsassa (Fletch Lives)
- 1989: Ein allzu klarer Fall (Murder by Numbers)
- 1989/1991: MacGyver (Fernsehserie, 2 Folgen)
- 1990: Der Nachtfalke (Midnight Caller, Fernsehserie, Folge 2x16)
- 1990–1991: Bagdad Cafe (Fernsehserie, 12 Folgen)
- 1991: Gleichheit kennt keine Farbe (Separate But Equal, Miniserie, 2 Folgen)
- 1991: Ein Weihnachtstraum (In the Nick of Time, Fernsehfilm)
- 1991–1992: Alles total normal – Die Bilderbuchfamilie (True Colors, Fernsehserie, 10 Folgen)
- 1992: Geschichten aus der Gruft (Tales from the Crypt, Fernsehserie, Folge 4x02)

## Auszeichnungen
- 1970: Drama Desk Award für Purlie
- 1970: Tony Award für Purlie
- 1989: Primetime Emmy Award für Dear John